# Madrid Open 2018
Il Madrid Open 2018, ufficialmente Mutua Madrid Open 2018 per motivi di sponsorizzazione, è un torneo di tennis disputato sulla terra rossa.
È stata la 17ª edizione ATP e l'10ª edizione WTA del Madrid Open. Faceva parte della categoria ATP World Tour Masters 1000 nell'ambito dell'ATP World Tour 2018 e dei tornei Premier Mandatory nell'ambito del WTA Tour 2018. Entrambe le competizioni, maschile e femminile, si sono tenute alla Caja Mágica di Madrid, in Spagna, dal 5 al 13 maggio 2018.

## Partecipanti ATP

### Teste di serie
| Nazione     | Giocatore             | Ranking* | Testa di serie |
| ----------- | --------------------- | -------- | -------------- |
| Spagna      | Rafael Nadal          | 1        | 1              |
| Germania    | Alexander Zverev      | 3        | 2              |
| Bulgaria    | Grigor Dimitrov       | 5        | 3              |
| Argentina   | Juan Martín del Potro | 6        | 4              |
| Austria     | Dominic Thiem         | 7        | 5              |
| Sudafrica   | Kevin Anderson        | 8        | 6              |
| Stati Uniti | John Isner            | 9        | 7              |
| Belgio      | David Goffin          | 10       | 8              |
| Spagna      | Pablo Carreño Busta   | 11       | 9              |
| Serbia      | Novak Đoković         | 12       | 10             |
| Spagna      | Roberto Bautista Agut | 14       | 11             |
| Stati Uniti | Jack Sock             | 15       | 12             |
| Argentina   | Diego Schwartzman     | 16       | 13             |
| Rep. Ceca   | Tomáš Berdych         | 17       | 14             |
| Francia     | Lucas Pouille         | 18       | 15             |
| Italia      | Fabio Fognini         | 19       | 16             |

* Ranking al 30 aprile 2018.

### Altri partecipanti
I seguenti giocatori hanno ricevuto una wild card per il tabellone principale:
- Pablo Andújar
- Roberto Carballés Baena
- Guillermo García López
- Stefanos Tsitsipas

Il seguente giocatore è entrato in tabellone con il ranking protetto:
- Tommy Haas

I seguenti giocatori sono passati dalle qualificazioni:

- Nikoloz Basilašvili
- Marius Copil
- Federico Delbonis
- Evgenij Donskoj
- Nicolás Kicker
- Michail Kukuškin
- Dušan Lajović

## Ritiri
Prima del torneo
- Marin Čilić → sostituito da  Julien Benneteau
- Roger Federer → sostituito da  Denis Shapovalov
- David Ferrer → sostituito da  Jan-Lennard Struff
- Filip Krajinović → sostituito da  Daniil Medvedev
- Nick Kyrgios → sostituito da  Miša Zverev
- Gilles Müller → sostituito da  Paolo Lorenzi
- Andy Murray → sostituito da  Benoît Paire
- Sam Querrey → sostituito da  Jared Donaldson
- Andrej Rublëv → sostituito da  Tennys Sandgren
- Jo-Wilfried Tsonga → sostituito da  Ryan Harrison
- Stan Wawrinka → sostituito da  Peter Gojowczyk

## Partecipanti WTA

### Teste di serie
| Nazione     | Giocatrice           | Ranking* | Testa di serie |
| ----------- | -------------------- | -------- | -------------- |
| Romania     | Simona Halep         | 1        | 1              |
| Danimarca   | Caroline Wozniacki   | 2        | 2              |
| Spagna      | Garbiñe Muguruza     | 3        | 3              |
| Ucraina     | Elina Svitolina      | 4        | 4              |
| Lettonia    | Jeļena Ostapenko     | 5        | 5              |
| Rep. Ceca   | Karolína Plíšková    | 6        | 6              |
| Francia     | Caroline Garcia      | 7        | 7              |
| Stati Uniti | Venus Williams       | 8        | 8              |
| Stati Uniti | Sloane Stephens      | 9        | 9              |
| Rep. Ceca   | Petra Kvitová        | 10       | 10             |
| Germania    | Julia Görges         | 12       | 11             |
| Stati Uniti | Coco Vandeweghe      | 13       | 12             |
| Stati Uniti | Madison Keys         | 14       | 13             |
| Russia      | Dar'ja Kasatkina     | 15       | 14             |
| Lettonia    | Anastasija Sevastova | 16       | 15             |
| Slovacchia  | Magdaléna Rybáriková | 17       | 16             |

* Ranking al 30 aprile 2018.

### Altre partecipanti
Le seguenti giocatrici hanno ricevuto una wild card per il tabellone principale:
- Lara Arruabarrena
- Georgina García Pérez
- Marta Kostjuk
- Mónica Puig
- Sara Sorribes Tormo

La seguente giocatrice è entrata in tabellone con il ranking protetto:
- Viktoryja Azaranka

Le seguenti giocatrici sono passate dalle qualificazioni:

- Danielle Collins
- Sara Errani
- Bernarda Pera
- Kristýna Plíšková
- Aryna Sabalenka
- Anna Karolína Schmiedlová
- Sílvia Soler Espinosa
- Natal'ja Vichljanceva

### Ritiri
Prima del torneo
- Timea Bacsinszky → sostituita da  Maria Sakkarī
- Catherine Bellis → sostituita da  Kateřina Siniaková
- Angelique Kerber → sostituita da  Donna Vekić
- Agnieszka Radwańska → sostituita da  Aleksandra Krunić
- Lucie Šafářová → sostituita da  Alison Van Uytvanck
- Laura Siegemund → sostituita da  Zarina Dijas
- Serena Williams → sostituita da  Wang Qiang

## Punti
| Torneo              | V    | F   | SF  | QF  | 3T   | 2T  | 1T | Q    | Q2   | Q1   |
| Singolare femminile | 1000 | 650 | 390 | 215 | 120  | 65  | 10 | 30   | 20   | 2    |
| Doppio femminile    | 1000 | 650 | 390 | 215 | N.D. | 120 | 10 | N.D. | N.D. | N.D. |

## Montepremi
| Event               | V          | F        | SF       | QF       | 3T      | 2T      | 1T      | Q2     | Q1     |
| Singolare femminile | $1,190,490 | $583,725 | $293,780 | $149,390 | $77,575 | $36,775 | $17,275 | $4,775 | $2,325 |
| Doppio femminile    | $368,670   | $180,490 | $90,540  | $46,470  | N.D.    | $23,500 | $12,100 | N.D.   | N.D.   |

## Campioni

### Singolare maschile
Alexander Zverev ha battuto in finale  Dominic Thiem con il punteggio di 6-4, 6-4.
- È l'ottavo titolo in carriera per Zverev, il secondo della stagione.

### Singolare femminile
Petra Kvitová ha battuto in finale  Kiki Bertens con il punteggio di 7–6(6), 4-6, 6-3.
- È il ventiquattresimo titolo in carriera per la Kvitová, il quarto della stagione.

### Doppio maschile
Nikola Mektić /  Alexander Peya hanno conquistato il titolo a seguito del ritiro di  Bob Bryan /  Mike Bryan.

### Doppio femminile
Ekaterina Makarova /  Elena Vesnina hanno battuto in finale  Tímea Babos /  Kristina Mladenovic con il punteggio di 2-6, 6-4, [10-8].